# يان أبيل
يان أبيل (بالسويدية: Jan Apell) مواليد 4 نوفمبر 1969 في غوتنبرغ، هو لاعب كرة مضرب سويدي سابق بدأ مسيرته كمحترف سنة 1988 وكان يلعب باليد اليسرى. أعلى تصنيف له في الفردي كان المركز الـ 62 في سنة 1995.

## روابط خارجية
- يان أبيل على موقع رابطة محترفي التنس (الإنجليزية)
- يان أبيل على موقع الاتحاد الدولي لكرة المضرب (الإنجليزية)
- يان أبيل على موقع كأس ديفيز (الإنجليزية)
- يان أبيل على موقع خلاصة التنس.كوم (الإنجليزية)